# Gesuba
Gesuba (ou Gasuba, en wolaitta : Gasuubba, en amharique : ገሱባ) est une ville et un woreda du sud de l'Éthiopie. Située dans la zone Wolayita, elle fait partie de la région des nations, nationalités et peuples du Sud jusqu'au transfert de la zone dans la région Éthiopie du Sud en août 2023.
Gesuba se trouve vers 1 500 m d'altitude, une trentaine de kilomètres au sud-ouest de Sodo,.
Peuplée de 5 426 habitants au recensement national de 2007, elle est le chef-lieu du woreda Ofa.
Ayant obtenu le statut de woreda, elle forme désormais un district urbain d'environ 6 km2 de superficie enclavé dans Ofa.